# Escucha (Doctor Who)
Escucha (traducido como Listen) es el cuarto episodio de la octava temporada moderna de la longeva serie británica de ciencia ficción Doctor Who, emitido el 13 de septiembre de 2014. En él comenzó a detallarse el personaje de Danny Pink, interpretado por Samuel Anderson, y hace un breve cameo John Hurt como el Doctor Guerrero, mediante imagen de archivo.

## Argumento
El Duodécimo Doctor se siente observado dentro de la TARDIS, especialmente cuando en una pizarra aparece escrito el mensaje "Escucha", sin que él recuerde haberlo escrito, a pesar de que es su letra. Mientras, Clara está teniendo su primera cita con Danny, y aunque comienza como una velada agradable, por una serie de malentendidos acaban ofendiéndose mutuamente y Clara se marcha del restaurante enojada. En su casa, le está esperando el Doctor, decidido a investigar las historias universales de gente que siente que algo o alguien les observa en ciertos momentos, a pesar de no haber aparentemente nadie, y el miedo universal a los terrores que supuestamente se ocultan debajo de la cama. Con esa idea, el Doctor hace que clara se conecte con el circuito telepático de la TARDIS, para que ella les lleve a un punto de su infancia, en algún recuerdo bloqueado por su subconsciente en el que tuvo esa sensación. Sin embargo, cuando han despegado, Danny la llama por teléfono, y ella se distrae, lo que provoca que acaben aterrizando no en la línea temporal de Clara, sino en la de Danny, al que ven en un orfanato, de pequeño, justo cuando estaba siendo aterrorizado por alguna criatura desconocida...

### Continuidad
En el episodio se explican las razones por las que el Doctor Guerrero escogió un granero abandonado en El día del Doctor (2013) para activar el Momento que iba a destruir a los Señores del Tiempo. El granero pertenece a la casa del Doctor en su infancia. La imagen del Doctor Guerrero que aparece está extraída de ese especial.
Al despertar después de haber perdido el conocimiento, las primeras palabras que pronuncia el Doctor acerca de los Sontarans, son las mismas que pronunció cuando despertó nada más regenerarse en el Cuarto Doctor en Robot (1974), que a su vez es una referencia a la historia del Tercer Doctor The Time Warrior (1973).

## Producción
Steven Moffat habló del episodio en una entrevista, diciendo: "mi impulso de salida fue simplemente la idea, '¿Qué es lo que hace cuando no tiene nada que hacer?' Porque se tiraría de lo alto de un edificio si pensara que sería interesante el camino abajo... cualquier cosa le fascina. Y aquí está sin nada que hacer, así simplemente sale a dar golpecitos a las cosas con un palito hasta que algo pica. Y creo que eso es bastante interesante, ¿no? En resumen, tiene un lado de investigador emocionante".
La lectura del episodio se hizo el 11 de febrero de 2014, y el rodaje comenzó el 17, y se hizo en The Rest, en Porthcawl. El rodaje continuó en el restaurante Mimosa en Mermaid Wuay, en Cardiff Bay, el 24 y 25 de febrero de 2014. El rodaje también tuvo lugar en Bute Park y en Whitchurch, Cardiff.

## Recepción

### Recepción de la crítica
Listen recibió alabanzas tanto de la crítica como del público, con muchos alabando el guion de Moffat, la dirección de Mackinnon y las interpretaciones de Capaldi, Coleman y Anderson. The Independant calificó el episodio como "Posiblemente el episodio más terrorífico de Steven Moffat hasta la fecha", y también alabó la interpretación de Coleman diciendo que "Clara está de vuelta a su mejor momento". Cerraron su crítica diciendo que "Listen es el episodio más fuerte de Doctor Who hecho por Moffat hasta la fecha. Fue un conmovedor trozo de drama y al mismo tiempo un terrorífico trozo de televisión de Sábado por la noche". Digital Spy también alabó sin reservas el episodio, dándole un 5 sobre 5 y resumiéndolo como "inteligente, aterrador, y soberbio". También alabó el guion de Moffat y el desarrollo del personaje de Clara, y cerró su crítica diciendo "Inteligente, romántico, y con el punto justo de terror, Listen es o un impredecible cuento sobre lo sobrenatural, o es una inteligente reflexión sobre la propia habilidad de la mente para engañarnos y tomar el control, pero de una forma u otra, es brillante". Radio Times calificó el episodio como "el episodio más conceptual de toda la historia de Doctor Who" y siguió diciendo "Nos vas a hacer estallar la mente, Moffat".